# Замок Маріедаль
58°28′21″ пн. ш. 13°24′24″ сх. д. / 58.4725° пн. ш. 13.40675° сх. д.

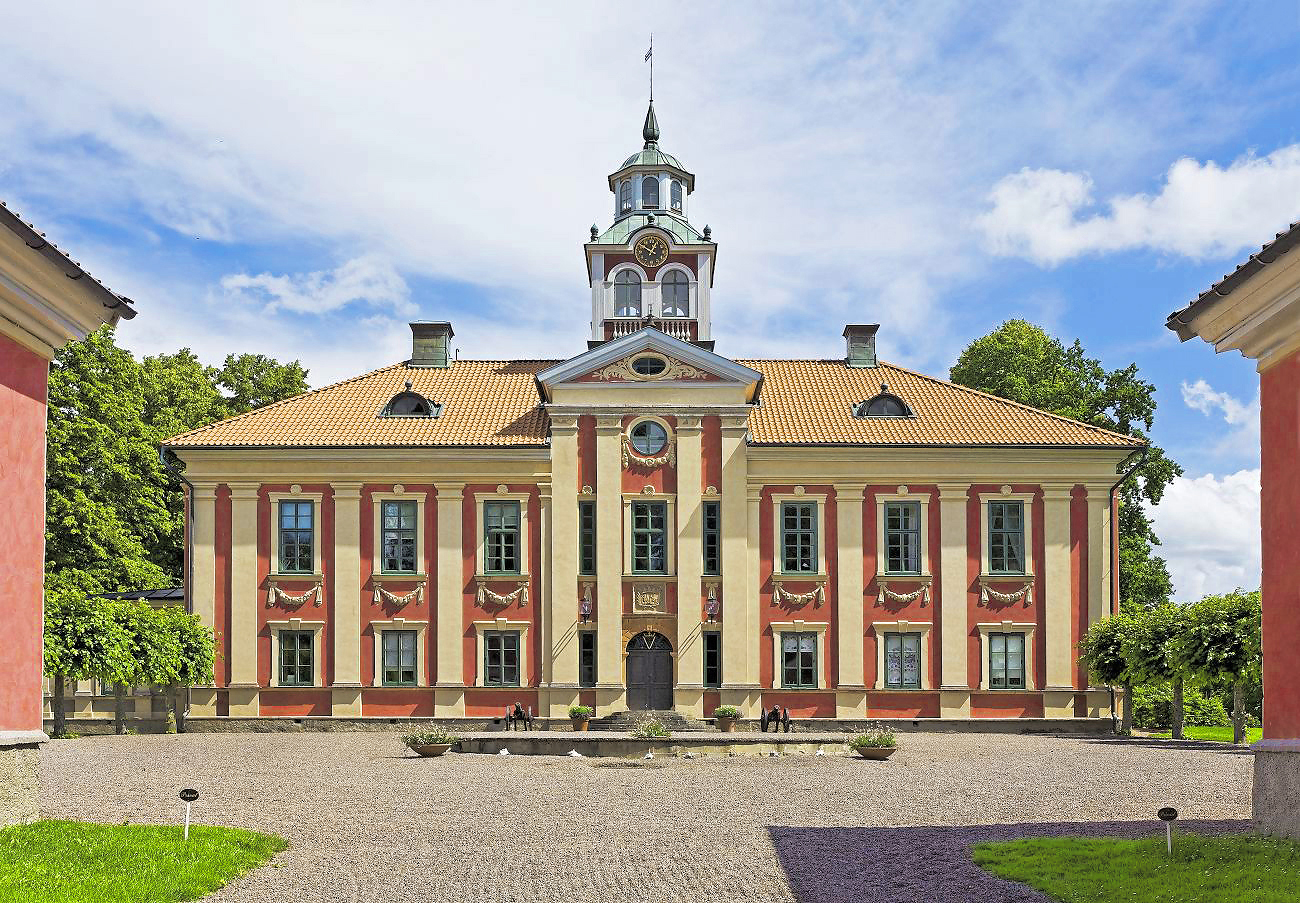
Палац Марієдаль

Маріедаль (швед. Mariedals slott) — садибний будинок у стилі бароко, що знаходиться на заході Швеції, на території лену Вестра-Йоталанд, за 9 кілометрів на північ від міста Скара.

## Історія
Маріедаль був побудований в 1666 для ріксканцлера Швеції, графа Магнуса Габріеля Делагарді на території графського маєтку Сьорбу. Будівля складається з центрального корпусу та двох флігелів, що примикають з обох боків до нього. Стилістичні особливості дозволяють припустити, що проєкт палацу склав придворний архітектор Жан де ла Валле. Названа садиба була на ім'я дружини графа Делагарді, Марії-Єфросінії (Maria Euphrosine), сестри короля Карла X Густава.
До теперішнього часу палац Маріедаль зберігся загалом у початковому, незміненому стані та перебуває у приватному володінні.